# くにびき号 (高速バス)

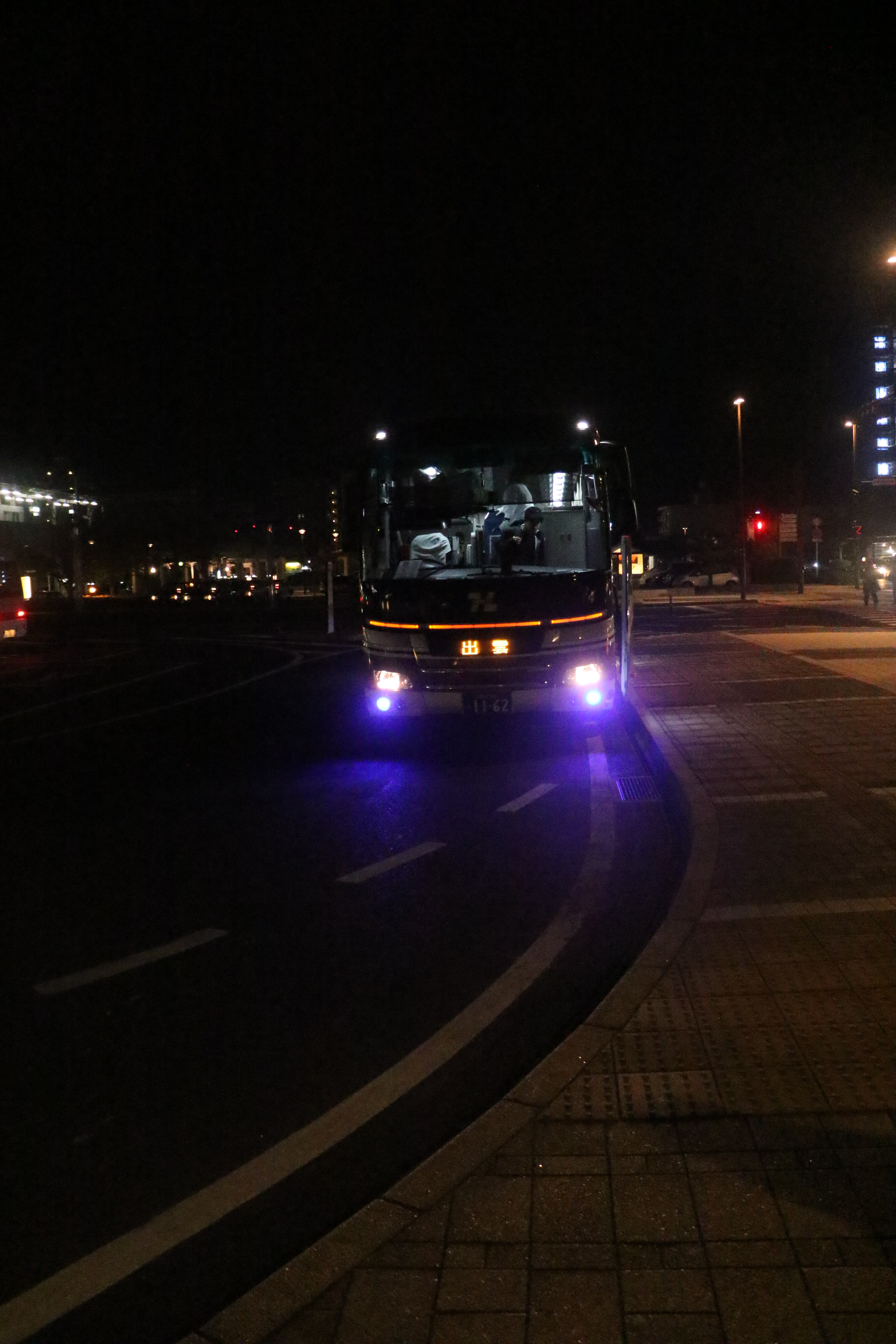
くにびき号（阪急バス）

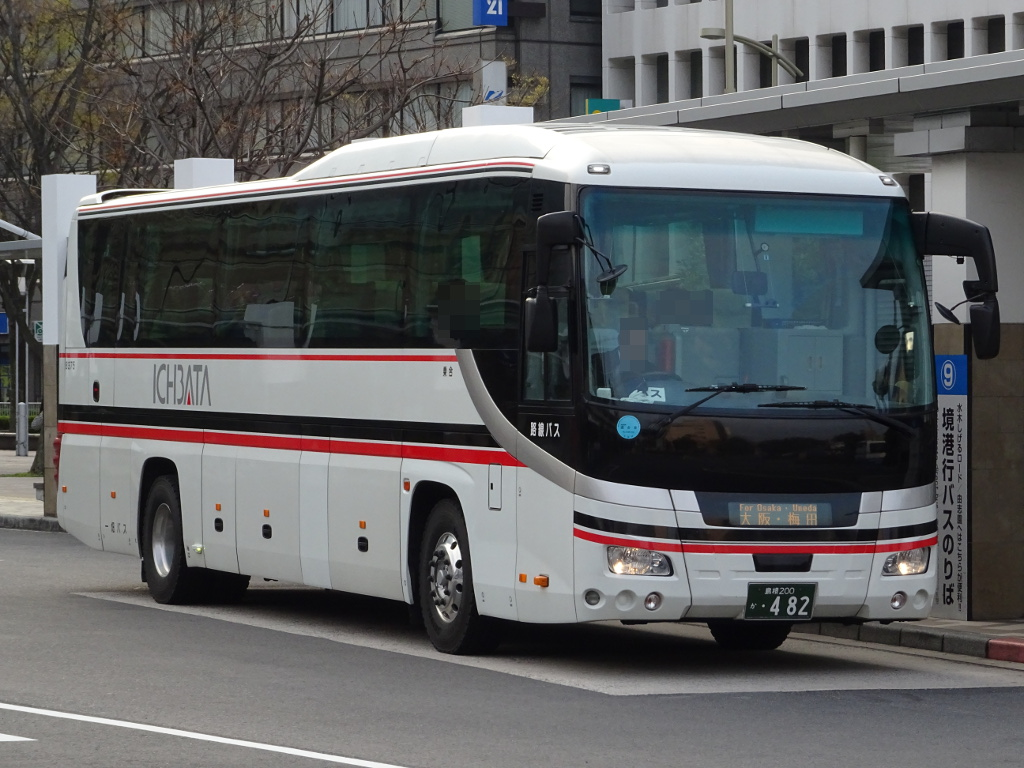
くにびき号（一畑バス）

くにびき号（くにびきごう）は、大阪市と松江市・出雲市を結ぶ高速バス路線である。
阪急観光バスと一畑バスの共同運行路線である。2023年1月31日まではJRバス中国も運行していた。西日本JRバス担当便を有しないことから、大阪発着のJRバス運行便では大阪駅JR高速バスターミナルではなく、唯一阪急三番街高速バスターミナルで乗降扱いを行う路線であった。
全便座席指定制のため、乗車には予約が必要。

## 歴史
- 1989年（平成元年）4月20日：阪急バス・一畑電気鉄道（当時）・中国JRバスの3社によりくにびき号（新大阪 - 出雲間）運行開始[1]。
- 1992年（平成4年）7月17日：大阪（梅田）乗り入れ開始。
- 1998年（平成10年）3月9日：米子線廃止。
- 2000年（平成12年）4月1日：分社化により、一畑電気鉄道担当便が一畑バスに移管された。
- 2008年（平成20年）6月16日：飲料サービス（水・湯・茶）を廃止。ただしその後も阪急バス車のみ給湯装置付きの車両が使用されていた。
- 2010年（平成22年）9月1日：斐川インターバス停新設。西宮名塩バス停廃止。
- 2017年（平成29年）9月16日：ダイヤ改正により従来8往復を13往復に増便し、大阪梅田発の夜行便を出雲大社まで延長[2]。あわせて運賃改定を行い、往復割引及び回数券を廃止するとともに、曜日別運賃と「早売5」を設定する。
- 2020年（令和2年）
  - 4月8日 - 新型コロナウイルス感染拡大の影響により、この日より全便運休[3]。
  - 6月12日 - 昼行5往復（一畑2往復・阪急2往復・中国JRバス1往復）で運行再開[4]。
  - 12月1日 - 運行・運休便を一部変更[5]。
  - 12月24日 - 年末年始期間にかけて運行再開便を追加、昼行8往復（一畑3往復・阪急3往復・中国JRバス2往復）で運行（翌年1月10日まで）。ただし大阪発2本・出雲発1本は25日から運行再開。[6]。
- 2021年（令和3年）4月28日 - この日の出雲市発便から夜行便の運行を再開（大阪発便は翌29日から再開）。[7]。
- 2022年（令和4年）
  - 7月1日 - 阪急バスの高速バス事業が阪急観光バス（法人としては前日までの大阪空港交通）に移譲されたのに伴い、阪急バス運行便は阪急観光バスの運行となる[8]。
  - 12月1日 - 一部運行/運休便を変更、昼行7往復・夜行1往復（一畑3往復・阪急3往復・中国JRバス2往復）で運行。[9]。
- 2023年（令和5年）
  - 2月1日 - 中国ジェイアールバス担当便（3往復）が出雲エクスプレス京都号と統合し「出雲エクスプレス大阪京都号/出雲ドリーム大阪京都号」となり、くにびき号の運行から撤退。これによりくにびき号の夜行便は廃止となる。この日以降一部運行/運休便を変更、昼行8往復（一畑4往復・阪急4往復）で運行[10]。販売料金に『早売り10』を追加。
  - 7月14日 - 一部運行/運休便を変更、昼行7往復（一畑4往復・阪急3往復）で運行[11]。
  - 9月1日 - 一部運行/運休便を変更、昼行6往復（一畑3往復・阪急3往復）で運行[12]。
- 2024年（令和6年）
  - 3月1日 - 一部運行/運休便を変更、昼行6往復（一畑4往復・阪急2往復）で運行[13]。
  - 9月1日 - 一部運行/運休便を変更、昼行5往復（一畑3往復・阪急2往復）で運行[14]。
  - 10月1日 - ダイヤ改正により従来10往復を6往復に正式に減便し、出雲市側の起終点を一畑バス出雲営業所に変更[15]。

## 運行概況

### 運行会社
昼行2往復を担当
- 阪急観光バス
  - 担当営業所：大阪営業所

昼行4往復を担当
- 一畑バス
  - 担当営業所：出雲支社

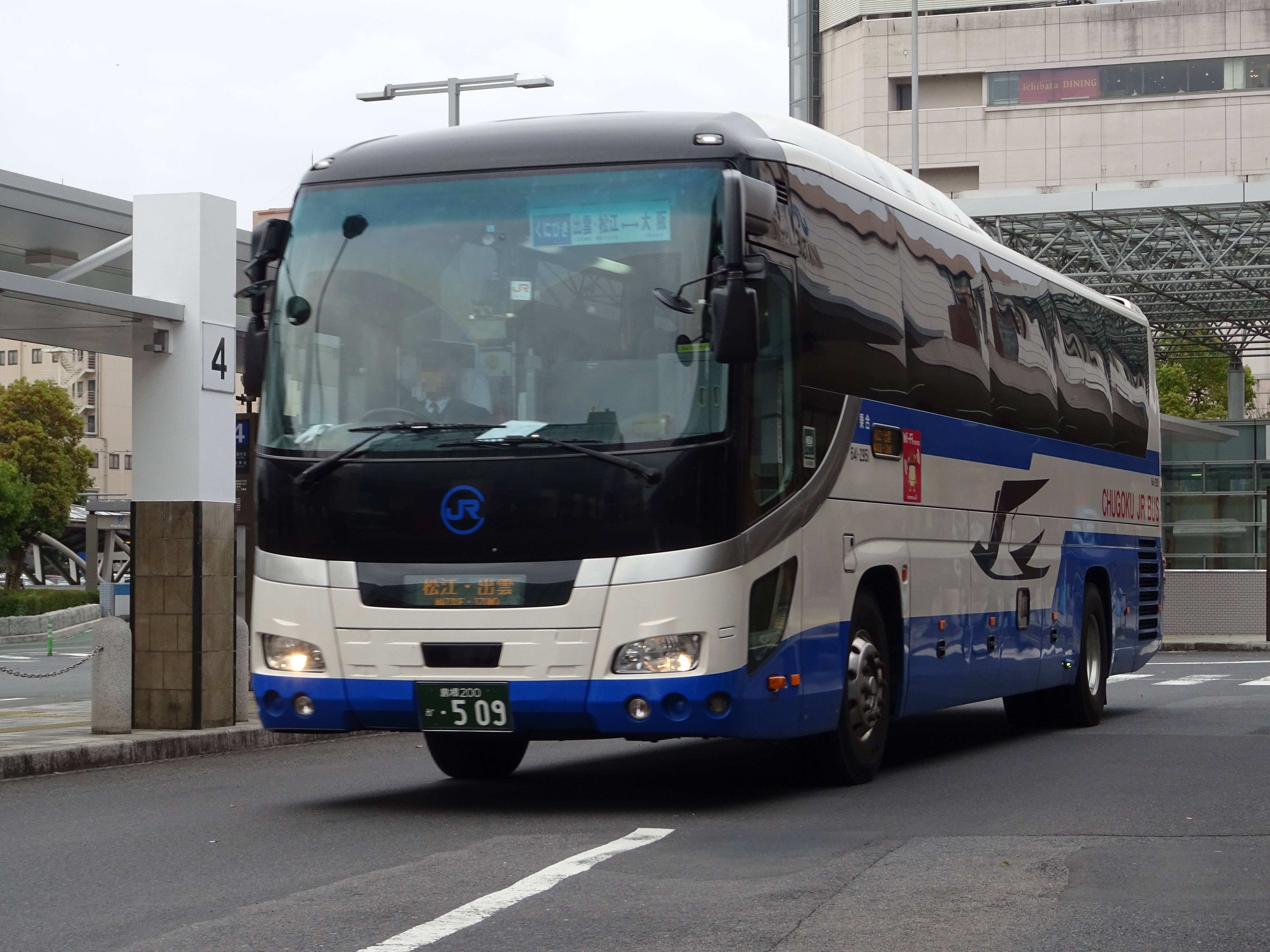
くにびき号（中国ジェイアールバス）

- 大阪での予約・発券業務は阪急観光バス営業所でも可能。

### 過去の運行会社
昼行2往復、夜行1往復を担当
- 中国ジェイアールバス（現JRバス中国）
  - 担当営業所：島根支店

## 停車停留所
阪急三番街高速バスターミナル - 阪急高速バス新大阪ターミナル - 千里ニュータウン高速バス停留所 - 宝塚インターチェンジ - 西宮北インターチェンジ - 松江駅 - 玉造 - 宍道 - 斐川インター - 出雲市駅 - 一畑バス出雲営業所
- 大阪府～兵庫県、島根県内のみの乗降は不可。
- 安富PA（加西SA・三木SAの場合もある）・大山PA（蒜山高原SAの場合もある）で休憩する。

### 運行経路
- 大阪市北区内（梅田） - 大阪市淀川区内（新大阪） - 国道423号 - 大阪府道2号大阪中央環状線 - 中国池田IC - 中国自動車道 - 米子自動車道 - 山陰自動車道 - 松江中央IC - 松江市内 - 松江西IC - 山陰自動車道 - 斐川IC - 国道9号 - 国道184号 - 出雲市内

### 運行回数
- 1日6往復。2023年2月から2024年9月までは阪急・一畑とも5往復ずつ10往復がダイヤ上設定されていたが、常に2～5往復が運休となっていて、本来のダイヤで運行されることはなかった。

## 運行車両
阪急バスは日野セレガＨＤ、一畑バスは新いすゞガーラHD・三菱エアロクィーンが使用される。

## 車内設備
- 3列シート（ただし一畑バス車の最後列のみ4列の場合あり）
- フットレスト
- レッグレスト
- トイレ
- コンセント（一畑バス担当便には装備されない場合あり）
- USB電源端子（阪急・一畑バス担当便（一部）のみ）
- シートヒーター（阪急バス担当便のみ）